# 五大連池地質公園

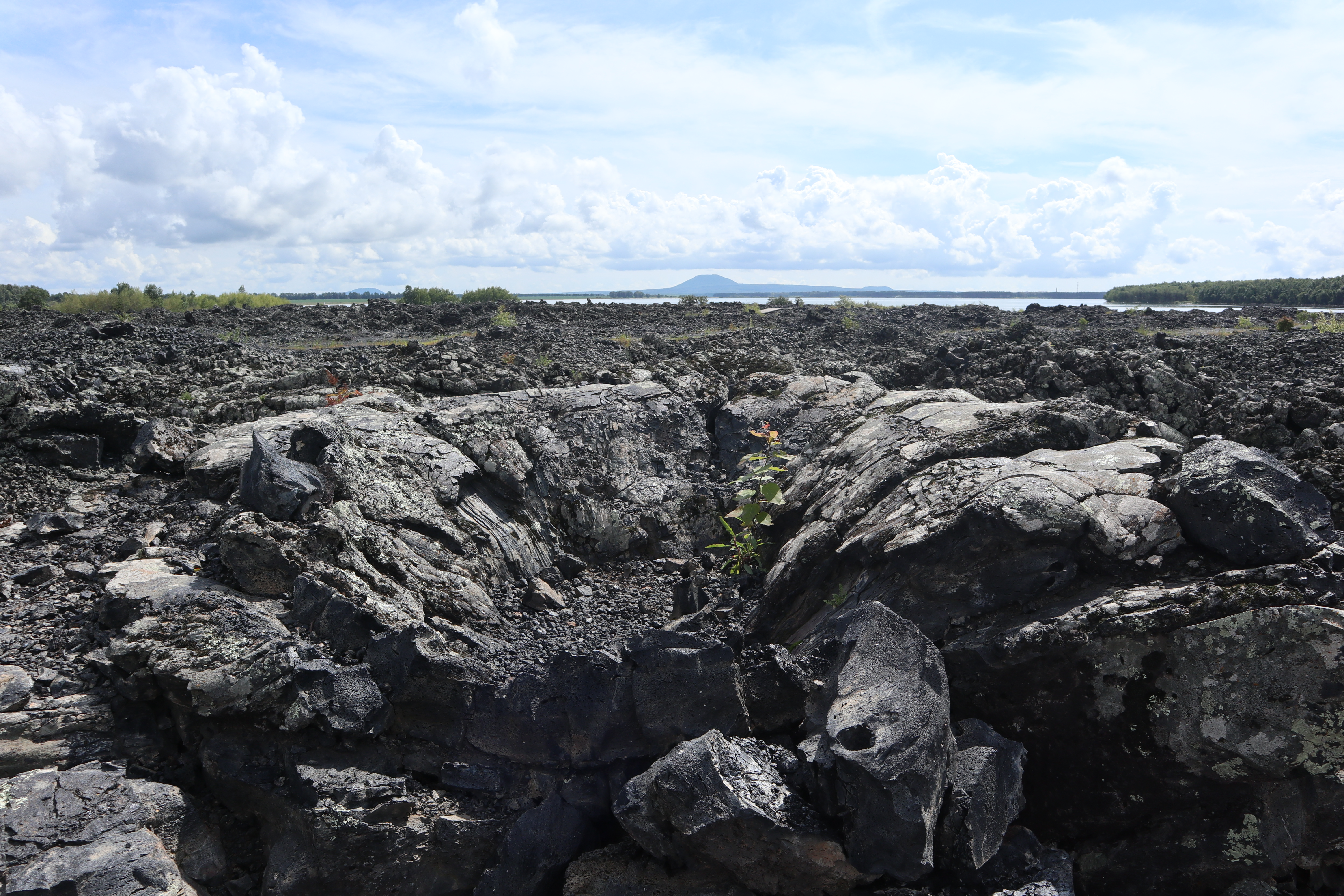
五大連池のスコリア丘（噴石丘）、遠くに五大連池湖群三の池と火口

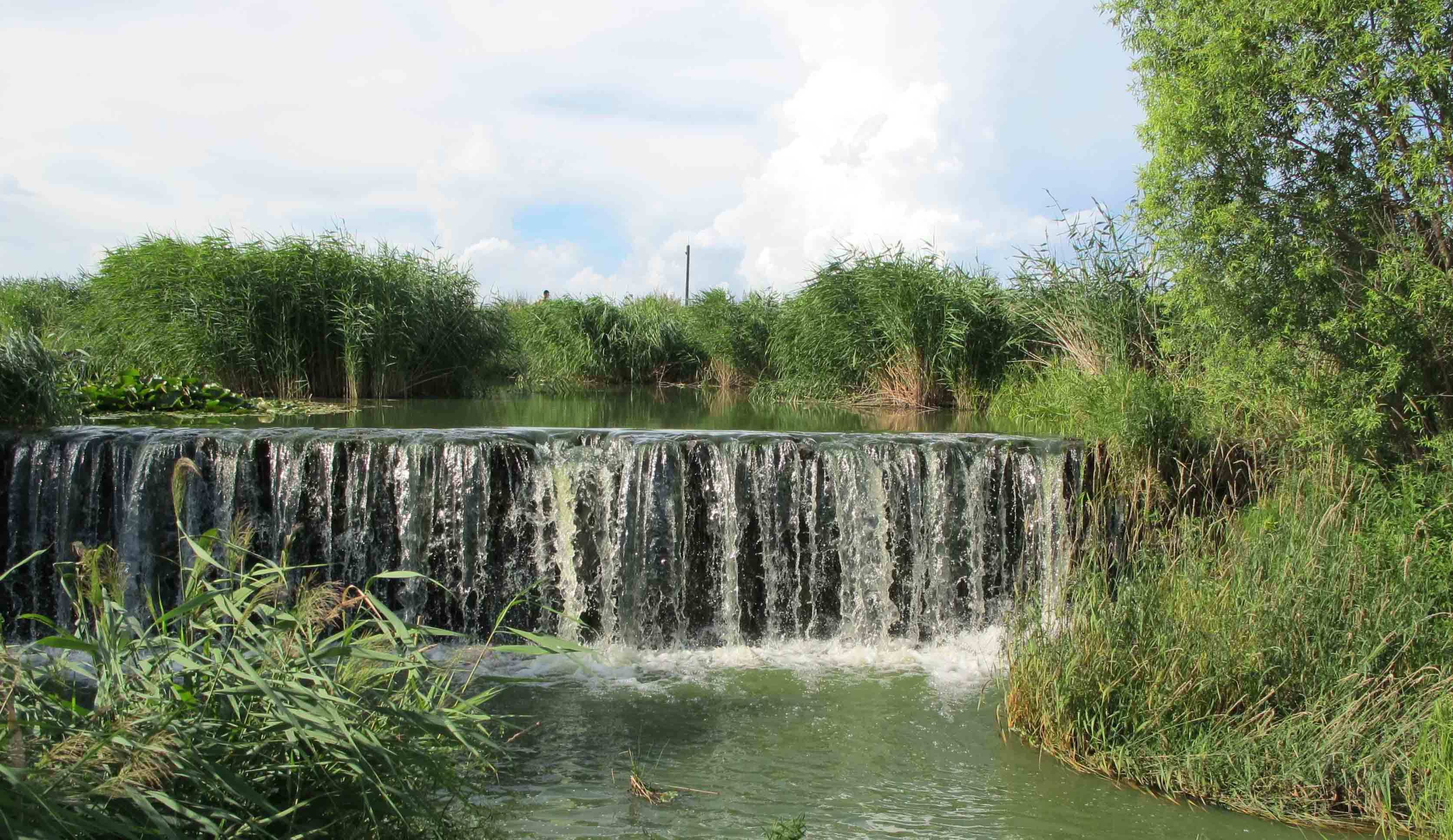
薬泉滝

五大連池地質公園（ごだいれんちちしつこうえん、中国語: 五大连池地质公园）は、中国黒竜江省五大連池市に位置する単成火山原で、14の火山（スコリア丘）がある地質公園になっている。そのうち12は1,200万年前から100万年前の地質時代に形成された火山で、残りの2つの火山が最後に噴火したのは清朝の康熙年間（西暦1719年から1721年）で、中国で最も新しい火山である。当時、噴火によって元々あった白河が寸断され、川がせき止められて大小5つの溶岩堰が形成され、いくつもの小川や伏流がつながり、「大連五池」と呼ばれるようになった。五つの池が連なる地域には滝が多く、湖と小川の間には沼が形成され、南の下流から北の上流に向かって、それぞれ一の池、二の池、三の池、四の池、五の池と呼ばれている。
この地域の溶岩群の地質学的外観は、その広い面積、露出した空気と空、模範的な地質組織から、「火山の開かれた教科書」と呼ばれている。地質公園内には、玄武岩が固まってできた荒海のような「石の海」や、黒龍山を筆頭とする多くの火山など、多くの景観がある。 10種類以上の微量元素を含む炭酸水素塩鉱泉水である「南泉」も口にすることができる。その昔、地元のダウール族はこの泉を飲みに来ており、胃病を治し、体に良いと信じられていた。フランスのヴィシー鉱泉、ロシアの北コーカサス鉱泉とともに「世界三大冷泉」と呼ばれている。
五大連池には、溶岩以外の火山によって形成された岩石、例えば、火山弾、スコリア、火山礫、火山融合礫岩、角礫岩などが見られる。
五大連池は1989年に中国国家地質公園の第一陣に加えられ、2004年2月13日にはユネスコは五大連池を中国初の世界ジオパークの一つとして承認した。

## 参照項目
- 五大連池湖群